# Magyarforró község
Magyarforró község (románul: Comuna Fărău) község Fehér megyében, Romániában. Központja Magyarforró, beosztott falvai Hari, Magyarszentbenedek, Magyarsülye, Nagymedvés.

## Népessége
A 2011-es népszámlálás adatai alapján a község népessége 1569 fő volt.